# Huddersfield & District Association Football League
Huddersfield & District Association Football League är en engelsk fotbollsliga baserad runt Huddersfield, grundad 1898. Den har fyra vanliga divisioner och fyra reservlagsdivisioner. Toppdivisionen Division One ligger på nivå 14 i det engelska ligasystemet.
Ligan är en matarliga till West Riding County Amateur Football League.

## Cuper

### Barlow Cup
Barlow Cup är en tävling för klubbar i de två högsta divisionerna. Cupen startades 1935 av ligans ordförande Joseph Barlow. Scissett var de första vinnarna.

### Groom Cup
Groom Cup är sedan 1952 en tävling för klubbar i de två lägre divisionerna. Den startades ursprungligen 1920/21 av Mr G.H. Groom, tandläkare i Shaley House, Holmfirth, i Holmfirth & District League innan den gick ihop med Huddersfield & District Association Football League. Lindley Church var de första vinnarna.

## Mästare
| Säsong  | Division One              | Division Two       | Division Three  | Division Four    | Division Five       |
| ------- | ------------------------- | ------------------ | --------------- | ---------------- | ------------------- |
| 1999/00 | Brackenhall Utd           | Slaithwaite Utd    | Netherton       | Weavers          | Brook Motors        |
| 2000/01 | Brackenhall Utd           | Heywood Sports     | H.V.Academicals | Moldgreen        | Newsome WMC         |
| 2001/02 | Brackenhall Utd           | Skelmanthorpe      | Uppermill       | Newsome WMC      | Linthwaite Athletic |
| 2002/03 | Brackenhall Utd           | Kirkburton         | Newsome WMC     | The Stag FC      | Cravens             |
| 2003/04 | Meltham Athletic          | Uppermill          | KKS Ashbrow     | Weavers          | Space FC            |
| 2004/05 | Meltham Athletic          | Sovereign Sports   | Weavers Arms    | Space FC         | Brook Motors        |
| 2005/06 | Heywood Sports            | Newsome WMC        | Scholes AFC     | Westend          |                     |
| 2006/07 | Newsome WMC               | Britannia Sports   | Westend         | SC Cowlersley    |                     |
| 2007/08 | Heywood Irish Centre      | Sovereign Sports   | Lamb Inn FC     | Dalton Crusaders |                     |
| 2008/09 | Lepton Highlanders        | Cumberworth        | Scissett        | Royal Dolphins   |                     |
| 2009/10 | Newsome Working Mens Club | Netherton          | Holmbridge      | Shelley          |                     |
| 2010/11 | Hepworth United           | Slaithwaite United | Shelley         | AFC Waterloo     |                     |

Källa: